# 2015年天津浜海新区倉庫爆発事故
2015年天津浜海新区倉庫爆発事故（2015ねん てんしんひんかいしんく そうこばくはつじこ）は、2015年8月12日午後11時半（UTC+8）ごろ、中華人民共和国・天津市浜海新区天津港7号卡子門にある「天津東疆保税港区瑞海国際物流有限公司」の危険物倉庫で発生した大規模な爆発事故である。
この事故により、天津港は港湾機能が麻痺する状態に陥った。

## 事故概要

### 経緯と主な被害状況
事故現場は、天津市浜海新区の港湾地区にある国際物流センター内にある危険物倉庫である。
8月12日午後11時（UTC+8）ごろ、一帯に火災が発生し、11時半ごろに2回の爆発が連続して起こり、周辺住民も含めて死者165人、行方不明者8人、負傷者798人の惨事となった。
爆発現場から半径2km圏内にある建物の窓ガラスが割れ、現場近くの住民は「昼間のような明るさだった」と語った。
消火活動後に撮影された航空写真では、爆発現場周辺の地形がクレーター状に変形しており、事故の影響の大きさを伝えている。
また、津浜軽軌の東海路駅駅舎とコントロールセンターが爆発で大きく損傷したため、8月13日から全線で運行停止となった。トヨタ自動車の現地従業員50人以上が負傷し、港口付近で保管されていたルノー、フォルクスワーゲン、トヨタ自動車、富士重工業（スバル）、マツダなどの新車も激しく損傷した。日系ブランドの他、ヒュンダイ、キア、フォルクスワーゲン、ルノーなどを含む保管されていた自動車1万台は激しく破損。付近にあるディア、キャタピラーなどの生産拠点が業務を一時停止した。

### 復旧状況
トヨタは天津市内の2つの完成車工場をいち早く再開し、泰達工場（2ライン）を8月28日から、西青工場（1ライン）は27日から生産を始めた。
ニイタカは中国福建省で生産する飲食店向け固形燃料を日本に輸入できず、国内他社に当面生産を委託することとなった。

### 原因物質と危険性
8月15日、爆発により危険物専用の倉庫に保管された700トンのシアン化ナトリウム(NaCN)の一部が流出したため、当局は現場の半径3km以内の住民に緊急避難するように命じた。
シアン化ナトリウムは常温で固体だが、水や酸などと反応すると有毒で引火しやすい青酸ガス(シアン化水素ガス)を発生させる。口に入れたりガスを吸い込んだりすると、呼吸困難やめまいを引き起こし、数秒で死亡することもある。
今回、まず23の消防中隊および93輛の消防車両、総勢600人が出動し、消火作業にあたったという。
本件では、危険情報の教育を十分に受けていない消防隊員が、発火したコンテナに放水作業を行ったことが二次被害に繋がっているとみられる。なお中国の公安消防部隊は、中央軍事委員会および公安部の傘下にあり、中国人民武装警察部隊を通じて徴用される「消防新兵」と呼ばれる兵士たちであり、危険物処理に関する十分な専門知識と経験に基づいた訓練を受けていないことが実態とみられる。
現場では、この対応により「バリバリという音がして光り出し、爆発した」ことで消防隊も多数の死亡者を出している。
大気に拡散した有害な煙は渤海の方向へと拡散し、朝鮮半島付近に達している。シアン化ナトリウムは固体であり、雨に溶けたり、重力で落下する。一方、シアン化水素は分解速度が遅く、摂氏26度以上の温度で空気よりも比重の軽い気体のため、対流圏に長く留まる。 山形大学理学部の柳沢文孝教授の話によると、「大気で薄まるため、健康被害が出るような汚染物質が日本に到達するとは考えにくい。ただ、正確な汚染物質がわからず観察していく必要がある」としている。その他硝酸アンモニウム、硝酸カリウムなど全40種類3000トンもの危険物が規定量を大幅に超えて保管されていた。人民解放軍のNBC部隊による調査では、近隣の土壌からナトリウムを検出しており土壌汚染の恐れがあると言われる。

## 中国当局の反応

### 発表内容
中共中央総書記（中国共産党総書記）、中国国家主席、中共中央軍委（中国共産党中央軍事委員会）主席の習近平は「『全力を挙げて』負傷者を救助する」と指示。
中華人民共和国国務院総理の李克強は、爆発原因の徹底的調査及び信息の公開を指示した。
中華人民共和国公安部の郭声琨を長とする国務院の対策チームが現地に派遣され、現場で救助活動を指揮した。

### 情報統制
事態を重視する中国政府は、報道規制の動きも強めている。中国国家インターネット情報弁公室（Cyberspace Administration of China、CAC）により、16日までに計50のウェブサイトを閉鎖し、ソーシャルネットワークサイトは360個のアカウントを凍結した。
政府のネット管理部門は13日、地方紙「鄭州晩報」のインスタントメッセンジャー「微信」のアカウントが今回の事故に関して事実と異なる情報を発信したとして、微信の発信を1週間停止させる措置をとったことを明らかにした。
事故の翌日に、現場近くの市民がのどの痛みや目のかゆみを訴えたが、これに対する市民のインターネット上のコメントなどは当局に摘発された。
現場から6km離れた場所で魚が大量死した写真がミニブログなどに発信された。天津港に繋がる海河という浜海新区の大規模河川の防潮水門付近で、浮いた魚の腹で真っ白になっている。国営中央テレビ(CCTV)や英字紙グローバルタイムズは「現場水域でシアン化合物は検出されず、別の酸素欠乏などが原因である」と人民の不安を打ち消すよう報じた。

### 政治責任問題
8月18日、中国共産党の中央規律検査委員会は、国家安全生産監督管理総局局長の楊棟梁を、重大な規律違反と法律違反の疑いで調査していると発表。楊局長は2012年5月上旬まで天津市副市長で、ペトロチャイナなどと組んで天津の石油化学プロジェクトを推進したと言われている。一部では習近平総書記の政敵で、すでに失脚した石油閥の周永康の一派の排除に繋げたのではないかとされている。
また当局は、天津市の爆発が起きた倉庫を所有する中国企業「瑞海国際物流公司」会長の于学偉ら10人を拘束した。中国政府により組織された「天津港8月12日瑞海公司危険物倉庫特別重大火災爆発事故調査チーム」は、2016年2月に調査報告書を発表し、その中で瑞海公司が事故発生についての主たる責任を持つと認定した。2016年11月には、瑞海公司の関係者らに一審判決が下された。政府関係者と倉庫の幹部および従業員49人に懲役刑を言い渡した。瑞海物流の会長である于雪薇氏は、2年間の執行猶予付きで死刑判決を受けた。

## その他の被害状況

### 貨物への影響
2015年8月17日の時点では、天津新港は危険品の取扱いが中止となっている。
- A.P. モラー・マースク - 施設に軽微の被害あり[32]
- Damco - 二つの倉庫に軽微な被害、別の二つの倉庫に深刻な被害[32]
- YCH - 倉庫に被害あり[33]
- SITC Japan - 特に損傷は確認されていない[34]
- シノトランスジャパン - 影響無し[35]
- 中海コンテナジャパン (Shanghai Puhai Shippingの日本総代理店) - 影響無し[36]
- 神原汽船 - 情報収集中[37]
- 日新 - ガラスの一部が破損[38]
- PSAインターナショナル - 影響無し[39]
- SINGAMAS - 影響有り[40]

### 農作物、畜産物、海産物、その他への影響
爆発地点から6km離れた川で魚の大量死が起きており、現在その原因が調査されている。
香港では天津からの農作物、畜産物及び海産物の輸入制限について議論が行われている。
また土壌への影響も懸念される。人民解放軍のNBC（核・生物兵器・化学兵器）部隊が投入され、現場の土壌サンプルを検査したところ、ナトリウムが検出された。水と接触すると発火する性質があるため、雨が降ると火災につながるリスクが懸念される。

### 医薬品への影響
- テノゼット（グラクソ・スミスクライン）[44]